# Ivanivka (Nîjnohirskîi)
Ivanivka (în ucraineană Іванівка) este localitatea de reședință a comunei Ivanivka din raionul Nîjnohirskîi, Republica Autonomă Crimeea, Ucraina.

## Demografie
Componența lingvistică a localității Ivanivka
     Rusă (73,19%)
     Tătară crimeeană (21,1%)
     Ucraineană (4,94%)
     Alte limbi (0,57%)
Conform recensământului din 2001, majoritatea populației localității Ivanivka era vorbitoare de rusă (73,19%), existând în minoritate și vorbitori de tătară crimeeană (21,1%) și ucraineană (4,94%).